# Sinjeong (metropolitana di Seul)
Sinjeong (신정역?, 新亭驛?, Sinjeong-yeokLR) è una stazione della metropolitana di Seul situata lingo la linea 5 della capitale sudcoreana. La stazione si trova nel quartiere di Yangcheon-gu, nella zona sud-ovest di Seul. Il sottitolo della stazione è Eunhaengjeong (은행정?, 銀杏亭?, EunhaengjeongLR), dall'antico nome della zona in cui è situata.

## Linee
Seoul Metro
 Linea 5 (Codice: 519)

## Struttura
La stazione possiede due marciapiedi laterali che servono due binari passanti in profondità, con porte di banchina a piena altezza.
| Direzione Hanam Pungsan/Macheon | Linea 5 | per Yeouido, Gongdeok, Jongno 3-ga, Wangsimni, Sangil-dong e Macheon |
| Direzione Banghwa               | Linea 5 | per Kkachisan, Gimpo Aeroporto e Banghwa                             |

## Stazioni adiacenti
| «             | Servizio | »            |
| Linea 5       | Linea 5  | Linea 5      |
| ------------- | -------- | ------------ |
| 518 Kkachisan | -        | Mok-dong 520 |